# Autostrada A14 (Portugalia)
Autostrada A14 (port. Autoestrada A14, Autoestrada do Baixo Mondego) – autostrada w środkowej Portugalii.
Jest to podstawowe połączenie między miastem Coimbra a głównym miastem portowym Beiry, Figueira da Foz. Trasa ma w sumie około 40 km i biegnie równolegle do rzeki Mondego, po jej północnej stronie. Autostrada przecina wiele ważnych kulturowo obszarów Baixo Mondego, takich jak okolice zamku Montemor-o-Velho, Paul do Taipal i estuarium rzeki Mondego.
Średni ruch na trasie w 2016 kształtował się między 4 a 14,5 tys. pojazdów na dobę.

## Historia budowy
| Odcinek                                  | Stan na (2014)   | Długość |
| ---------------------------------------- | ---------------- | ------- |
| Figueira da Foz – Montemor-o-Velho oeste | w użytku od 1994 | 12,2 km |
| Montemor-o-Velho oeste – Ançã            | w użytku od 2001 | 22,4 km |
| Ançã – Coimbra ( A1 )                    | w użytku od 2002 | 5,5 km  |